# Maatschappelijk verantwoord ondernemen
Maatschappelijk verantwoord ondernemen (MVO), duurzaam ondernemen of maatschappelijk ondernemen is een vorm van ondernemen gericht op economische prestaties (profit), met respect voor de sociale kant (people), binnen de ecologische randvoorwaarden (planet): de triple-P-benadering. De Organisatie voor Economische Samenwerking en Ontwikkeling (OESO) heeft aanbevelingen voor maatschappelijk verantwoord ondernemen opgesteld, de zogenaamde OESO-richtlijnen. Deze richtlijnen maken duidelijk wat overheden van het gedrag van bedrijven verwachten. Tegenwoordig zijn de Sustainable Development Goals (Duurzameontwikkelingsdoelstellingen) van de Verenigde Naties voor veel ondernemingen leidend in hun (duurzaamheids)verslaggeving.
Begin 2010 is de geschiedenis van de ontwikkeling van MVO in Nederland met meer dan 130 relevante gebeurtenissen in een tijdlijn beeldend weergegeven. De wetenschappelijke aandacht voor dit onderwerp werd in Nederland sterk gevoed door de proefschriften van de latere AKZO-bestuurder Syb Bergsma (1965) en de latere DSM-bestuurder Hein Schreuder (1981).
In september 2010 kwam de ISO 26000, een internationale richtlijn voor MVO, officieel uit. In december 2010 werd door het NEN de Nederlandse vertaling gepubliceerd.

Een gecertificeerd MVO-managementsysteem – gebaseerd op ISO 26000 – kan men opzetten in een MVO-prestatieladder.

Ook kan men MVO uitdragen met een MVO-zelfverklaring via bijvoorbeeld MVO Nederland.

## Drie MVO-dimensies
- De normen en waarden waar een bedrijf voor staat. Deze worden vaak beschreven in een gedragscode en in 'compliance-regels'. Ook kan een bedrijf ervoor kiezen een maatschappelijke 'purpose' te formuleren.[5]
- De maatschappelijke verantwoordelijkheid van een bedrijf: de manier waarop een bedrijf zijn kernactiviteiten uitvoert en verantwoordelijkheid neemt ten aanzien van het milieu en de sociale context. Veel bedrijven beschrijven hun activiteiten op dit terrein in een duurzaamheidsverslag. Het wordt steeds gebruikelijker een dergelijk verslag te hebben. De richtlijn van veel ondernemingen op dit gebied is het motto 'People Planet Profit'. Vaak worden de vrijwillige richtlijnen van de Global Reporting Initiative gebruikt, zodat verslagen beter met elkaar te vergelijken zijn.
- De maatschappelijke betrokkenheid van een bedrijf: de manier waarop het bedrijf iets teruggeeft aan de samenleving. Dit onderwerp krijgt soms aandacht in het duurzaamheidsverslag. Veel bedrijven kiezen ervoor hier niet zelf actief over te communiceren. Activiteiten op dit terrein zijn bijvoorbeeld werknemers die in bedrijfstijd op vrijwillige basis een bijdrage leveren aan een goed doel of sponsoring. Sportsponsoring is een mogelijke invulling daarvan. Paul Polman heeft betoogd dat het de doelstelling ('purpose') van een onderneming zou moeten zijn om meer (terug) te geven aan de samenleving dan het eraan onttrekt.[6]

Voor een interessante beschrijving hoe MVO zich heeft ontwikkeld in de loop der tijd, inclusief een case study van Koninklijke DSM, zie  Hein Schreuder (2022).

## Kleinere bedrijven
Waar grote multinationals over MVO spreken, gebruikt het midden- en kleinbedrijf (mkb) meestal de term duurzaam ondernemen. De theoretische achtergronden zijn hetzelfde, maar de praktische vertaling in het bedrijf is anders. Het mkb richt zich bij het vorm geven aan duurzaamheid in eerste instantie sterk op de interne organisatie (milieu en medewerkers). Vaak wordt pas in een later stadium aandacht besteed aan communicatie (duurzaamheidsverslagen) of overleg met stakeholders (klanten en leveranciers), waarbij ook de maatschappelijke kant in beeld komt.
Een definitie voor duurzaam ondernemen die in het mkb gehanteerd wordt, is:
Duurzaam Ondernemen betekent dat je het milieu zo min mogelijk belast, de talenten van medewerkers benut en bijdraagt aan de stabiliteit van de samenleving. Het gaat om activiteiten die een stap verder gaan dan waartoe de wet verplicht; vanuit maatschappelijke betrokkenheid en een toekomstgerichte visie.

## Duurzaamheidscriteria en controlemechanismen
Veel bedrijven en organisaties zeggen dat ze ethisch verantwoorde beslissingen maken of een duurzaam beleid voeren, maar soms ontbreekt het aan externe controlemechanismen en criteria om het beleid aan te toetsen. Sommige bedrijven maken misbruik van het duurzaamheidsaspect door het label voornamelijk te gebruiken om meer omzet te genereren. Hierdoor is de term greenwashing in het leven geroepen. Er is wel een groei te bekennen in echte duurzame spelers, die zich onder meer bezighouden met duurzame inkoop. Ook worden er steeds meer criteria bekend en getoetst waaraan een organisatie moet voldoen om zichzelf duurzaam te mogen noemen. Er zijn diverse keurmerken die voor bedrijven kunnen dienen om het eigen beleid te evalueren, maar aangezien bedrijven deze keurmerken soms misbruiken voor commerciële doeleinden, zijn er ook externe onafhankelijke instanties nodig om een sector te evalueren. Voor sommige sectoren (o.a. bankensector) zijn er reeds controle-instanties die duurzaamheidscriteria vooropstellen.

### Duurzaamheid en de financiële sector
Zowel in België als in Nederland zijn er een aantal organisaties die het beleid van banken toetsen aan enkele vooraf bepaalde criteria (waaronder de Bankwijzer en Fairfin). Criteria waarmee de duurzaamheid van banken onderzocht worden zijn onder andere: personeelsbeleid, klimaatverandering, mensenrechten, beleid rondom bonussen, arbeidsrechten, woning- en energiebeleid, dierenwelzijn, wapenbeleid en corruptie.
De Bankwijzer is zowel in België als in Nederland een tak van de Fair Finance Guide International, die beoogt het beleid van banken op het vlak van mensenrechten en milieu te meten. In Nederland is de Bankwijzer een initiatief van “Oxfam Novib, Amnesty International, Milieudefensie en vakbond FNV.” In België is de Bankwijzer een initiatief van “FairFin, Réseau Financité, Bond Beter Leefmilieu, 11.11.11., CNCD-11.11.11, Amnesty International, Oxfam Belgique, Netwerk Bewust Verbruiken en de ACV-CSC.” Er is vanuit de banken ook kritiek op de (Nederlandse) Bankwijzer: zo zouden de meetcriteria geëvalueerd worden op het beleid dat op papier staat en niet op de concrete uitvoering van het beleid.
Volgens de (Belgische en Nederlandse) Bankwijzer en FairFin (Belgisch) scoort de Triodosbank het hoogst op diverse criteria voor wat betreft duurzaamheid. Dit komt doordat de Triodosbank zichzelf strenge criteria oplegt voor de beoordeling van haar investeringen en beleggingen, wat zich volgens de criteria van de Bankwijzer vertaalt in goede scores op het vlak van milieubeleid, mensen- en arbeidsrechten, wapenbeleid, transparantie, bonus- en corruptiebeleid.